# Asphondylia siccae
Asphondylia siccae är en tvåvingeart som beskrevs av Ephraim Porter Felt 1908. Asphondylia siccae ingår i släktet Asphondylia och familjen gallmyggor.
Artens utbredningsområde är Jamaica. Inga underarter finns listade i Catalogue of Life.